# Anna Thomas
Pour les articles homonymes, voir Thomas.
Anna Thomas est une scénariste et productrice de cinéma américaine née le 12 juillet 1948 à Stuttgart (Bade-Wurtemberg). Elle est aussi auteure de livres de cuisine végétarienne.

## Filmographie
- 1976 : The Confessions of Amans (en) de Gregory Nava
- 1979 : The Haunting of M (scénario, réalisation et production)
- 1982 : The End of August de Bob Graham
- 1983 : El Norte de Gregory Nava (scénario et production)
- 1988 : Le Temps du destin de Gregory Nava (scénario et production)
- 1995 : Rêves de famille de Gregory Nava (scénario et production)
- 2002 : Frida de Julie Taymor

## Publications
- "The Vegetarian Epicure", Ed. Alfred A. Knopf (1972), 305 pages  (ISBN 0-394-71784-8)
- "The Vegetarian Epicure, Book Two", Ed. Alfred A. Knopf (1978), 401 pages  (ISBN 0-394-73415-7)
- "The New Vegetarian Epicure", Ed. Alfred A. Knopf (1996), 450 pages  (ISBN 0-679-76588-3)
- "Love Soup", Ed. W. W. Norton (2009), 528 pages  (ISBN 978-0-393-33257-5)

## Nominations
- Oscars du cinéma 1985 : Oscar du meilleur scénario original pour El Norte
- Writers Guild of America Awards 1985 : meilleur scénario original pour El Norte